# Raha
|  | Denne artikel er oprettet af botten PalnaBot ud fra en ekstern database. Den kan derfor have sproglige fejl eller mangler. Denne skabelon kan fjernes efter kontrol af indholdet. |

Raha er en kortfilm fra 1991 instrueret af Farrokh Majidi efter manuskript af Farrokh Majidi, Moddabber Kyan.

## Handling
Den iranske kvinde Raha tvinges til at opgive sit arbejde som skuespiller og flygter fra sit fædreland efter den islamiske magtovertagelse i landet. Under flugten skilles hun fra sin mand og datter, som tilbageholdes i Iran. RAHA er en film om at bryde grænser og om kampen for frihed.